# Uraporia caudata
Uraporia caudata är en tvåvingeart som först beskrevs av Ignaz Rudolph Schiner 1868.  Uraporia caudata ingår i släktet Uraporia och familjen parasitflugor. Inga underarter finns listade i Catalogue of Life.